# Àcid coniferònic
L'àcid coniferònic, el qual nom sistemàtic és àcid (5Z,9Z,12Z,15Z)-octadeca-5,9,12,15-tetraenoic, és un àcid carboxílic poliinsaturat de cadena lineal amb devuit àtoms de carboni, la qual fórmula molecular és {\displaystyle {\ce {C18H28O2}}}. En bioquímica és considerat un àcid gras rar, de cadena llarga, i se simbolitza per C18:4 n-3. Presenta quatre enllaços dobles, no conjugats, als carbonis 5, 9, 12 i 15, tots ells amb conformació cis.

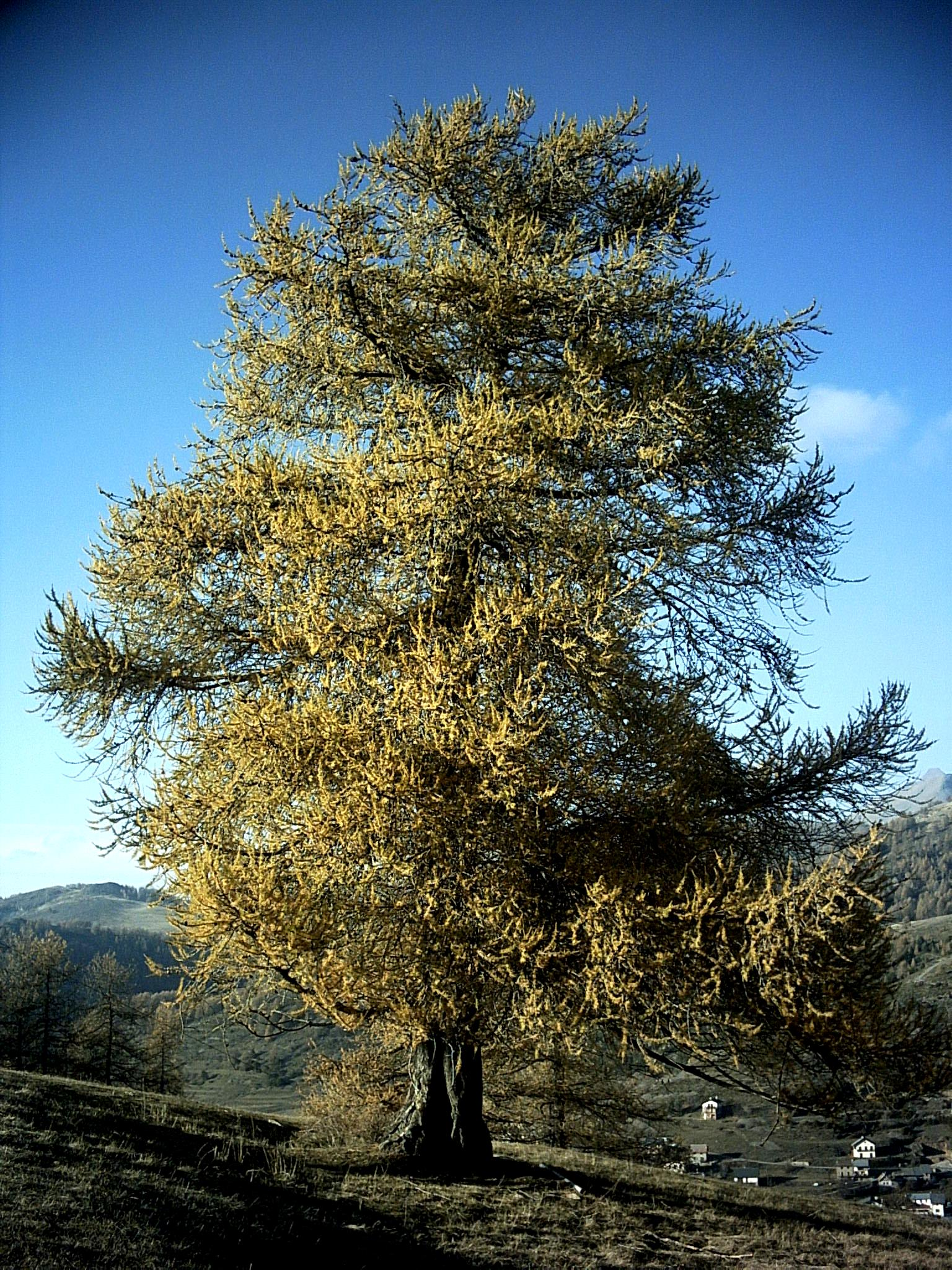
Làrix europeu Larix decidua

S'ha aïllat en coníferes, d'on prové el seu nom comú àcid coniferònic. Espècies amb major proporció són el làrix europeu o Larix decidua en conté un 44 %; l'avet gegant o Abies grandis un 38 %, el pi de Corea o Pinus koraiensis un 14,6 %, l'Araucaria montana un 8,9 % i l'Abies veitchii un 7,8.
Se suposa que es biosintetitza a partir de l'àcid α-linolènic per Δ⁵ desaturació. Les proporcions d'ambdós àcids permeten la diferenciació taxonòmica d'alguns gèneres de plantes.
A les coníferes se'l troba juntament amb altres àcids grassos que presenten també un doble enllaç al carboni 5, o Δ⁵, aïllat de la resta d'enllaços dobles i que n'és característic d'aquest grup d'àcids, format també per l'àcid juniperònic, l'àcid taxoleic, l'àcid pinolènic i l'àcid sciadònic.